# Willem van Goltstein van Oldenaller

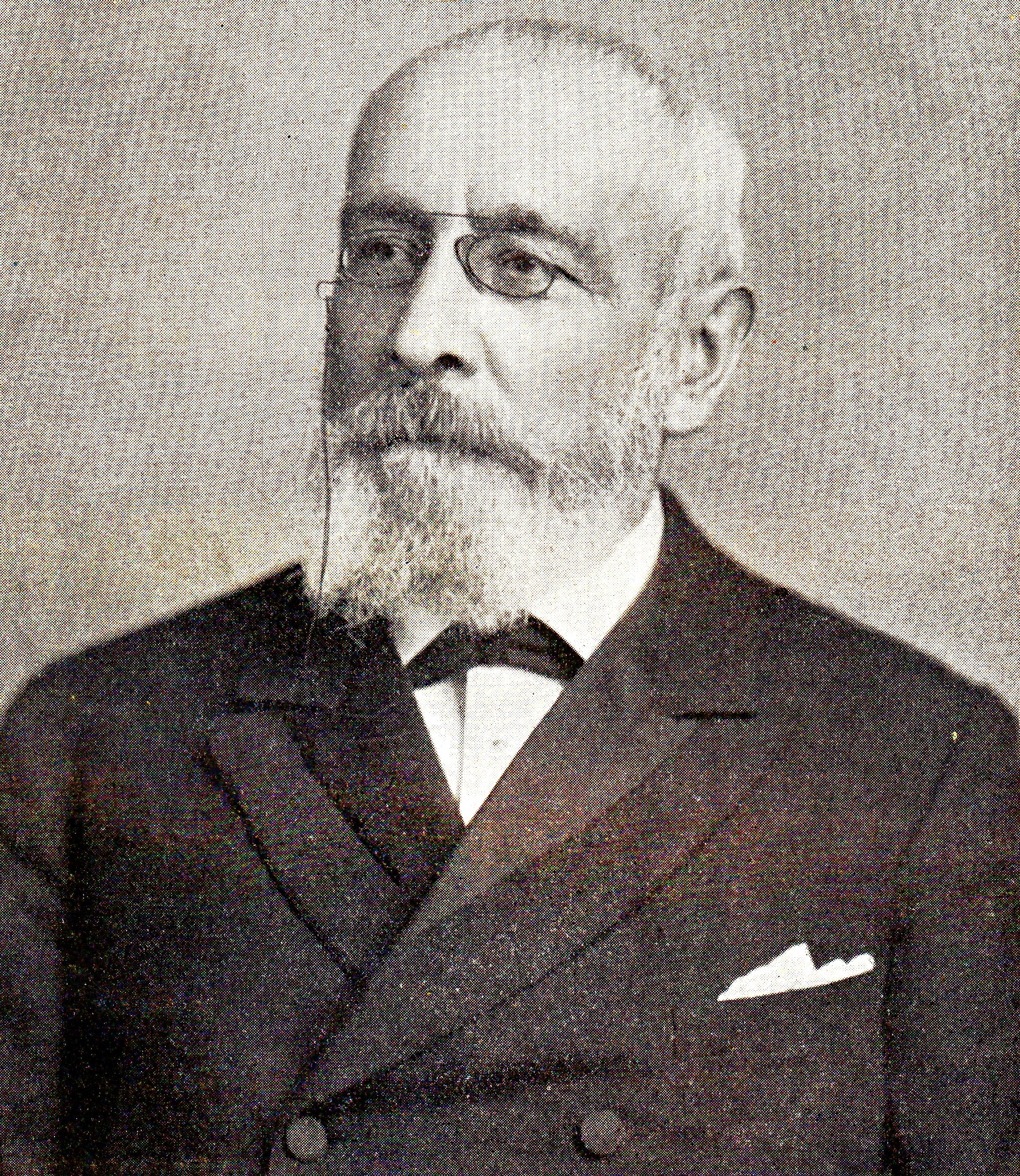
Willem van Goltstein van Oldenaller

Willem Baron van Goltstein van Oldenaller (* 13. Mai 1831 in Hamburg; † 9. September 1901 in Putten, Provinz Gelderland) war ein niederländischer Diplomat und konservativer Politiker, der unter anderem von 1874 bis 1876 im Kabinett Heemskerk/van Lynden van Sandenburg sowie zwischen 1879 und 1882 im Kabinett Van Lynden van Sandenburg Kolonialminister war. Er war zudem Mitglied der Zweiten Kammer und der Ersten Kammer der Generalstaaten sowie von 1893 bis 1899 Gesandter im Vereinigten Königreich.

## Leben

### Studium, Mitglied der Zweiten und Ersten Kammer
Willem van Goltstein van Oldenaller war ein Sohn des Diplomaten und Politikers Hendrik Rudolph Willem van Goltstein van Oldenaller, der unter anderem zwischen 1826 und 1828 Gesandter bei den Hansestädten war und von 1853 bis 1862 Mitglied der Ersten Kammer der Generalstaaten sowie ein Neffe des Politikers Jan Karel van Goltstein, der zwischen 1858 und 1860 Außenminister war. Nachdem seine Mutter 1833 verstorben war, wurde er bereits im Alter von zwei Jahren zur Halbwaise. Er absolvierte ein Studium und war Kommilitone des späteren Abgeordneten Ernest Louis van Hardenbroek van Lockhorst, des späteren Abgeordneten und Vorsitzenden der Ersten Kammer Albertus van Naamen van Eemnes sowie des späteren Abgeordneten Willem Jan Roijaards.
Nachdem van Goltstein van Oldenaller für längere Zeit Privatsekretär der Außenminister war, wurde er am 19. September 1864 erstmals für die Konservativen Mitglied der Zweiten Kammer der Generalstaaten (Tweede Kamer der Staten-Generaal), des Unterhauses der Generalstaaten und vertrat mit zwei kurzen Unterbrechungen (1. Oktober bis 19. November 1866 sowie 3. Januar bis 25. Februar 1868) bis zum 17. September 1871 den Wahlkreis Hoorn. Im Jahr 1867 war er einer der vier Konservativen, die gegen eine von Isaäc Dignus Fransen van de Putten eingebrachte Änderung des Pachtgesetzes von Niederländisch-Indien (Indische erfpachtwet) stimmten, wobei die Annahme der Änderung zum Rücktritt von Kolonialminister Nicolaas Trakranen führte. Am 23. März 1868 hatte er gegen den Antrag von Pieter Blussé van Oud-Alblas gestimmt, der feststellte, dass die Auflösung der Zweiten Kammer 1867 nicht im nationalen Interesse gewesen sei. Er war zwischen Februar und April 1869 Mitglied der Zentralen Abteilung der Zweiten Kammer. Am 4. April 1872 wurde er Mitglied der Ersten Kammer der Generalstaaten (Eerste Kamer der Staten-Generaal), des Oberhauses des Parlaments, und vertrat in dieser bis zum 27. August 1874 die Provinz Utrecht.

### Kolonialminister und Gesandter im Vereinigten Königreich
Am 27. August 1874 übernahm Willem van Goltstein van Oldenaller im Kabinett Heemskerk/van Lynden van Sandenburg erstmals das Amt als Kolonialminister (Minister van Koloniën) und bekleidete dieses Ministeramt bis zum 11. September 1876, woraufhin Fokko Alting Mees ihn ablöste. Aufgrund seiner Ernennung zum Minister hatte er 1874 auf eine Vereidigung als Mitglied der Zweiten Kammer verzichtet, zu dem er im Wahlkreis Amersfoort gewählt wurde. Am 11. September 1876 trat er gleichzeitig mit Kriegsminister Guillaume Jean Gérard Klerck zurück, nachdem die Zweite Kammer einen Teil der Änderung des Milizgesetzes (Militiewet) abgelehnt hatte. 1877 unterlag er bei den Wahlen zur Zweiten Kammer im Wahlkreis Tiel dem Liberalen Herman Jacob Dijckmeester sowie im Wahlkreis Amersfoort Æneas Baron Mackay von der Anti-Revolutionären Partei ARP (Anti-Revolutionaire Partij). 1879 unterlag er zudem im Wahlkreis Amerfoort Matthias Margarethus van Asch van Wijck von der ARP.

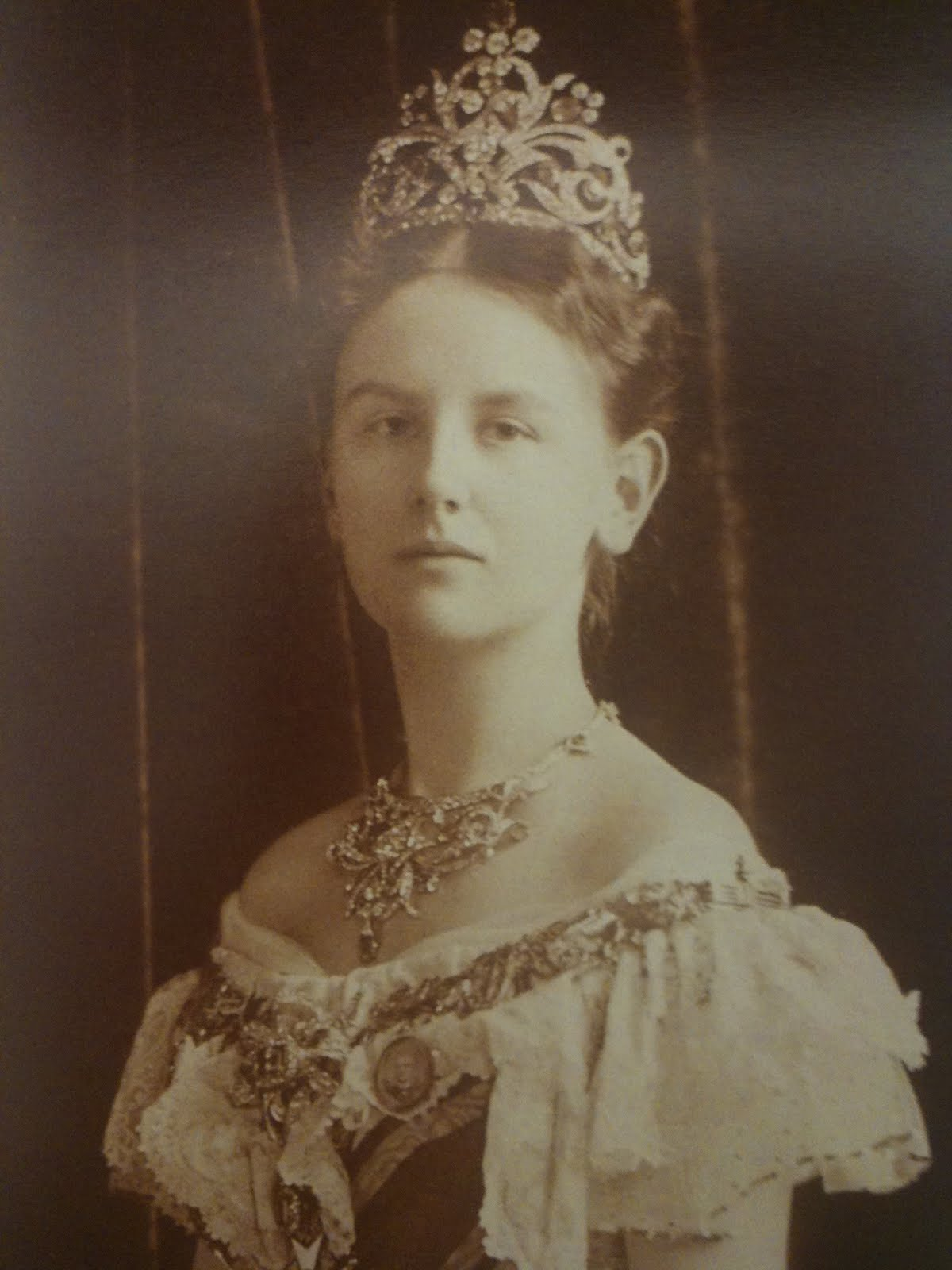
Baron van Goltstein van Oldenaller war von 1890 bis zur Volljährigkeit 1898 Vorsitzender des Vormundschaftsausschusses (Raad van Voogdij) für Königin Wilhelmina.

Allerdings wurde van Goltstein van Oldenaller am 20. August 1879 wiederum als Kolonialminister in das Kabinett Van Lynden van Sandenburg berufen. 1880 lehnte die Zweite Kammer den von ihm vertretenen Gesetzentwurf ab, der vorsah, der Staatskasse jährlich die Hälfte des Saldos und einen festen Betrag von 2 Millionen Gulden anstelle des gesamten positiven Saldos hinzuzufügen. 1881 berief er Frederik s’Jacob zum Generalgouverneur von Niederländisch-Indien. Am 1. September 1882 trat er als Minister zurück, nachdem die Mehrheit der Zweiten Kammer am 4. Mai 1882 mit 42 zu 36 Stimmen für eine negative Einschätzung des Berichterstatterausschusses zum Haushalt von Niederländisch-Indien gestimmt hatte. Diese Missbilligung war hauptsächlich das Ergebnis der Kritik an Van Goltsteins Politik hinsichtlich der Umwandlung von Gemeinschaftsgrundstücken in Privateigentum. Der Regierung wurde vorgeworfen, die indigene Bevölkerung daran zu hindern, kommunales Land in privates Land umzuwandeln. Er beschrieb den Bericht des (Mehrheits-)Berichterstatterausschusses als „so feindselig im Umfang und so scharf im Ton, wie noch nie ein Artikel das Büro der Zweiten Kammer verlassen hat“. Der Vorsitzende der Zweiten Kammer und frühere Kolonialminister Otto van Rees, Mitautor des Berichts, verließ das Parlamentspräsidium, um an der Debatte teilzunehmen. Nach seinem Rücktritt übernahm Willem Maurits de Brauw am 1. September 1882 den Posten des Kolonialministers.
Baron van Goltstein van Oldenaller unterlag bei der Wahl 1888 im Wahlbezirk Wijk bij Duurstede dem Kandidaten der Römisch-Katholischen (Roomsch-Katholieke), Herman Schaepman. 1889 wurde er Vorsitzender der Niederländischen Gesellschaft für Gartenbau und Botanik (Nederlandsche Maatschappij voor Tuinbouw en Plantkunde), deren Ehrenmitglied er 1891 wurde. 1890 wurde er zudem Vorstandsmitglied der Königlich Niederländischen Geographischen Gesellschaft (Koninklijk Nederlandsch Aardrijkskundig Genootschap) sowie Ehrenvorsitzender der Gesellschaft zur Förderung naturkundlichen Forschungen in den niederländischen Kolonien (Maatschappij tot Bevordering van natuurkundig onderzoek der Nederlandse Koloniën). Am 4. August 1893 wurde er Vorsitzender des Vormundschaftsausschusses (Raad van Voogdij) für Königin Wilhelmina und bekleidete dieses Amt bis zur Volljährigkeit der Königin am 31. August 1898. Außerdem wurde er als Nachfolger von Charles Malcolm Ernest Georges Graaf van Bylandt am 6. Dezember 1893 zum außerordentlichen Gesandten und bevollmächtigten Minister im Vereinigten Königreich ernannt und verblieb auf diesem diplomatischen Posten bis Dezember 1899, woraufhin Karel Willem Paul Marie Franciscus Xaverius Baron Gericke van Herwijnen ihn ablöste. 1898 erhielt er das Rittergroßkreuz des Ordens von Oranien-Nassau.
Willem van Goltstein heiratete am 12. August 1863 in Velsen Jongvrouw Agneta Cornelia Hugonia Boreel (1839–1924), Hofdame von Königin Emma zu Waldeck und Pyrmont, und eine Tochter des Politikers Willem Boreel van Hogelanden (1800–1883). Er starb, als er bei einem Abendspaziergang im Teich seines Landhauses in Oldenaller ertrank.